# Beata Sokołowska-Kulesza
Beata Sokołowska-Kulesza (ur. 10 stycznia 1974 w Gorzowie Wielkopolskim) – polska kajakarka, dwukrotna zdobywczyni brązowego medalu olimpijskiego z Anetą Pastuszką w dwójkach na 500 m (Sydney 2000 i Ateny 2004). Posiada w swojej kolekcji kilkanaście medali Mistrzostw Świata i Mistrzostw Europy. Zdobyła wielokrotnie Mistrzostwo Europy i Świata.
Mistrzyni Polski w:
- K-2 na dystansie 200 m w latach 1997–2001
- K-2 na dystansie 500 m w latach 1999–2001
- K-2 na dystansie 1000 m w latach 2000–2001
- K-4 na dystansie 200 m w latach 1998–2000
- K-4 na dystansie 500 m w latach 1997–2000.

## Osiągnięcia międzynarodowe
- 2005: Mistrzostwa Świata – srebro, K4 200m
- 2005: Mistrzostwa Europy – Vm, K2 500m
- 2004: Igrzyska Olimpijskie – Ateny, brąz, K2 500m
- 2004: Mistrzostwa Europy – IVm, K2 500m
- 2003: Mistrzostwa Świata – brąz, K2 200m
- 2003: Mistrzostwa Świata – brąz, K2 500m
- 2003: Mistrzostwa Świata – brąz, K4 200m
- 2001: Mistrzostwa Świata – srebro, K2 200m
- 2001: Mistrzostwa Świata – srebro, K2 500m
- 2001: Mistrzostwa Europy – srebro, K2 1000m
- 2001: Mistrzostwa Europy – brąz, K2 200m
- 2000: Igrzyska Olimpijskie – Sydney, brąz, K2 500m
- 2000: Mistrzostwa Europy – złoto, K2 200m
- 2000: Mistrzostwa Europy – złoto, K2 500m
- 2000: Mistrzostwa Europy – brąz, K2 1000m
- 1999: Mistrzostwa Świata – złoto, K2 500m
- 1999: Mistrzostwa Świata – srebro, K2 200m
- 1999: Mistrzostwa Świata – brąz, K4 200m
- 1999: Mistrzostwa Świata – brąz, K4 500m
- 1999: Mistrzostwa Europy – złoto, K2 200m
- 1999: Mistrzostwa Europy – złoto, K2 500m
- 1999: Mistrzostwa Europy – złoto, K2 1000m
- 1998: Mistrzostwa Świata – IVm, K2 500m
- 1998: Mistrzostwa Świata – Vm, K4 200m
- 1998: Mistrzostwa Świata – VIIm, K4 500m
- 1997: Mistrzostwa Świata – IVm, K2 500m
- 1997: Mistrzostwa Świata – IVm, K4 500m

## Odznaczenia państwowe
- Krzyż Kawalerski Orderu Odrodzenia Polski – 7 października 2004[1]
- Złoty Krzyż Zasługi – 10 listopada 2000[2]